# Репутация в международных отношениях
Понятие репутации используется в изучении международных отношений для обозначения устойчивых характеристик государств, политических лидеров или других акторов на международной политической арене, отражающих характер ожидаемых от них действий или поведения — например, склонности к кооперативному поведению или, напротив, к агрессии. Выстраивание определенной репутации на международной арене может быть как средством достижения политических целей, так и самостоятельным назначением деятельности государства или его руководителей. При этом репутация формируются их различных компонентов, включая историю взаимодействия с другими акторами, надежность и аккуратность в выполнении взятых на себя международных обязательств (в рамках международных договоров, организаций или других институтов). В современных позитивистских исследованиях международных конфликтов репутация играет роль важного объяснительного механизма; тем не менее, не все исследователи готовы отдать этому понятию ведущую роль в объяснении внешнеполитических процессов — в качестве критики указывают на наблюдаемое эмпирически слабое влияние репутационных соображений на реакцию и поведение в рамках международных конфликтов, а также опору репутации на когнитивные искажения и предрассудки, что делает репутации отдельных стран или политических деятелей чрезвычайно стабильными и оттого, вероятно, годящимися для объяснения динамических явлений в международной политике в меньшей степени, нежели, например, социально-экономическая конъюнктура, государственные интересы или стратегическое противостояние.
Классическая область применения концепта — теория сдерживания (в частности, ядерного сдерживания, исследования по которому были особенно актуальны в годы Холодной войны). В частности, многие исследования тех лет концетрировались вокруг репутации решительности (англ. reputation for resolve) как основного фактора, предотвращающего международные конфликты, несмотря на видимое повышение риска вовлечения в них — действия, которые будут восприниматься как слабость будут стимулировать противника к более агрессивным действиям и повышению аппетитов, поэтому оптимальной внешней политикой для великих держав будет являться демонстрация силы и решительности в защите собственных интересов, даже если такая политика будет тактически балансировать на грани начала военных действий. Поддержание таких действий на уровне репутации позволяет не только, в таком случае, реализовывать свои интересы, но и придерживаться в целом мирной политики.
По Джонатану Мерсеру, формирование устойчивой репутации государства возможно при наступлении двух условий: при атрибуции другими государствами характерных черт той или иной политики специфическим чертам («характеру») рассматриваемого государства, а не отдельной ситуации, в которой оно оказалось (таким образом, из психологии заимствуется понятие диспозитивной, или внутренней, атрибуции), и при условии, что эти характеристики действительно используются для предсказания будущих действий государства.
К теоретикам, обращавшимся к данному понятию, относятся Томас Шеллинг, с его «Стратегией конфликта» (1960), Джонатан Мерсер (Jonathan Mercer), Пол Хут (Paul Huth) и другие авторы.